# Den Europæiske Udviklingsfond
Den Europæiske Udviklingsfond (EUF) er det vigtigste instrument for EU-støtten til udviklingssamarbejdet med AVS-landene (LANDENE I AFRIKA, VESTINDIEN OG STILLEHAVET) og de oversøiske lande og territorier (OLT) . Fonden blev oprettet ved Rom-traktaten fra 1957 for at yde faglig og finansiel bistand oprindeligt til de afrikanske lande, som på daværende tidspunkt stadig var koloniserede, og som en række medlemsstater havde haft historisk tilknytning til.
Selv om fonden siden 1993 på Europa-Parlamentets anmodning har haft et afsnit i budgettet, indgår EUF endnu ikke i det almindelige EU-budget. Den finansieres af medlemsstaterne, har sine egne finansielle regler og ledes af et særligt udvalg. Støtten til AVS-landene og de oversøiske lande og territorier vil fortsat være finansieret gennem EUF i perioden fra 2008-2013.
Hver aftale om den enkelt EUF løber over ca. fem år. Siden den første partnerskabsaftale blev indgået i 1964, har EUF-perioderne i reglen fulgt perioderne for partnerskabsaftalerne/-konventionerne.

## Historik
- Første EUF: 1959-1964
- Anden EUF: 1964-1970 (Yaoundé I-konventionen)
- Tredje EUF: 1970-1975 (Yaoundé II-konventionen)
- Fjerde EUF: 1975-1980 (Lomé I-konventionen)
- Femte EUF: 1980-1985 (Lomé II-konventionen)
- Sjette EUF: 1985-1990 (Lomé III-konventionen)
- Syvende EUF: 1990-1995 (Lomé IV-konventionen)
- Ottende EUF: 1995-2000 (Lomé IV-konventionen og ændringen af denne)
- Niende EUF: 2000-2007 (Cotonou-aftalen)
- Tiende EUF: 2008-2013 (Den reviderede Cotonou-aftale).

## EUF virke
EUF omfatter en lang række instrumenter, navnlig gavebistand, risikovillig kapital og lån til den private sektor. Stabex og Sysmin, der tog sigte på at hjælpe henholdsvis landbruget og minedriften, er blevet ophævet med den nye partnerskabsaftale, der blev undertegnet i Cotonou aftale i juni 2000.

Med denne aftale er EUF's instrumenter ligeledes blevet rationaliseret, og der er indført en glidende programmering, der giver større fleksibilitet og pålægger AVS-staterne et større ansvar. 

Der er bevilget et beløb til den niende EUF på 13,5 mia. EUR for perioden 2000-2007. Dertil kommer, at de overskydende beløb fra de tidligere EUF beløber sig til over 9,9 mia. EUR.

Ved afgørelse nr. 6/2005 truffet af AVS-EF-Ministerrådet den 22. november 2005 blev det besluttet at tildele 482 mio. EUR af det betingede beløb under 9. EUF. 
Beløbet fordeles som følger: 

- 352 mio. EUR til finansieringsrammen for støtte til langsigtet udvikling
- 48 mio. EUR til regionalt samarbejde og regional integration og
- 82 mio. EUR til investeringsfaciliteten.
- Derudover blev det ved AVS-EF-Ministerrådets afgørelse nr. 7/2005 besluttet at yde anden tildeling på 250 mio. EUR til vandfaciliteten.

Udviklingsbistand fra EUF indgår i en større europæisk sammenhæng. I EU kan midlerne på EU's almindelige budget anvendes til bestemte foranstaltninger. Den Europæiske Investeringsbank, der forvalter en del af EUF's midler (lån og risikovillig kapital), bidrager desuden med egne ressourcer, der beløber sig til 1,7 mia. EUR for den periode, der er dækket af den niende EUF.
Medlemsstaterne har deres egne bilaterale aftaler og projekter med udviklingslandene, som ikke finansieres af Den Europæiske Udviklingsfond eller andre EU-fonde.